# Salluyu
Salluyu (en aimara salla pedres, uyu corral, "corral de pedres", també escrit Salluyo) és una muntanya de la serralada d'Apolobamba, prop de la frontera entre el Perú i Bolívia, al Departament de La Paz. Té una altura de 5.650 msnm. El Salluyu es troba entre els cims del Chaupi Orco (o Wisk'achani), al nord, i el Palomani, al sud.